# 14819 Nikolaylaverov
14819 Nikolaylaverov este un asteroid din centura principală de asteroizi.

## Descriere
14819 Nikolaylaverov este un asteroid din centura principală de asteroizi. A fost descoperit pe 25 octombrie 1982 la Observatorul de Astrofizică din Crimeea de Liudmila Juravliova. Asteroidul prezintă o orbită caracterizată de o semiaxă mare de 2,52 ua, o excentricitate de 0,21 și o înclinație de 3,4° în raport cu ecliptica.